# Journey (jogo eletrônico)
Journey é um jogo eletrônico independente desenvolvido pela Thatgamecompany para o PlayStation 3, PlayStation 4 e Microsoft Windows. Foi lançado em 13 de março de 2012 na PlayStation Network. Em Journey, o jogador controla uma figura encapuzada a vagar por um vasto deserto, viajando rumo a uma grande montanha ao longe. Há a possibilidade de encontrar outro jogador durante a exploração dos cenários e com ele formar uma parceria de auxílio mútuo em meio à jornada, porém, não há comunicação via fala ou texto e não é fornecida qualquer informação a respeito do outro usuário. A única forma de contato possível entre os dois se dá por meio de uma nota musical que o personagem é capaz de emitir. Esse som permite também que peças de tecido vermelho distribuídas pelas seções do jogo possam ser manipuladas, afetando os ambientes e permitindo progressão na história. A figura encapuzada usa um cachecol que pode ser carregado quando aproximado às peças de tecido, dando a ela a capacidade de executar voos temporários.
Ao criar Journey, os desenvolvedores ansiavam construir uma experiência aos jogadores que evocasse sensações de exiguidade e fascínio diante do mundo retratado, e que forjasse uma conexão emocional entre eles e os outros usuários anônimos encontrados durante a jornada. A música, composta por Austin Wintory, responde dinamicamente às ações do jogador e é construída sobre um único tema, que representa o arco emocional que se desenvolve durante a narrativa. O trabalho foi aclamado pela crítica especializada, sobretudo por sua arte visual e áudio e pelo sentimento de companheirismo criado ao se jogar com um estranho. Críticos definiram a produção como uma "experiência emocional tocante". Journey venceu vários prêmios de "jogo do ano" e recebeu muitas outras honrarias, homenagens e indicações, incluindo a "Melhor Trilha Sonora para Mídia Visual" do prêmio Grammy, a primeira ocasião na história da premiação em que um jogo eletrônico concorreu na categoria. Uma "Edição de Colecionador" contendo os títulos anteriores da Thatgamecompany e conteúdos adicionais foi lançada em 28 de agosto de 2012.

## Antecedentes
Em janeiro de 2005, Jenova Chen e Kellee Santiago, então estudantes do curso de mestrado em "Programação em Mídia Interativa" na Universidade do Sul da Califórnia, elaboraram, em conjunto com outros alunos, Cloud, um jogo eletrônico a partir do qual buscava-se criar uma nova forma de experiência de usuário a partir do apelo emocional. A produção foi financiada pela universidade, custou 20 000 dólares da época e foi lançada gratuitamente na Internet. Durante a feitura, Chen e Santiago perceberam que compartilhavam os mesmos ideais de busca pela inovação na indústria de jogos. A recepção positiva e o sucesso da produção experimental, com centenas de milhares de downloads, foi o ponto de partida para a concepção da Thatgamecompany por parte dos dois mestrandos. Eles desejavam construir uma empresa que inovasse em cada aspecto do desenvolvimento de jogos, do conteúdo e estrutura de equipes até o modelo de negócios. A companhia foi, então, fundada em 16 de maio de 2006, em Los Angeles, sob a ideia de fornecer criações que servissem de alternativa às de grandes desenvolvedoras, focando em estimular sentimentos no jogador em detrimento das convencionais mecânicas de jogabilidade, que envolvem dificuldade ou competição, por exemplo.
Com a crescente valorização da distribuição digital e o modelo de produção pensado por Chen e Santiago, a companhia desenvolveu-se a partir de financiamentos de baixo risco. Após descobrir flOw, um jogo em Flash também elaborado por Chen durante seu último ano na pós-graduação, a Sony Computer Entertainment mostrou interesse pela abordagem da então recém-nascida empresa e com ela concebeu um contrato de desenvolvimento de três jogos. O acordo vinculou com exclusividade os lançamentos à plataforma PlayStation e à PlayStation Network, ambos produtos da publicadora, e deu o controle de direção executiva dos projetos para a Sony. Chen declarou na época que o financiamento por uma grande empresa permitiria à Thatgamecompany "lançar seus trabalhos numa maior variedade de meios [além da Internet] e prover uma experiência otimizada aos jogadores". Também segundo Chen, o motivo do interesse da Sony pela sua empresa teria sido a tentativa de Phil Harrison, diretor da publicadora à época, de reagir diante da liderança de mercado da Microsoft. A inovação pretendida por Harrison como estratégia teria ido ao encontro da filosofia da Thatgamecompany.

## Jogabilidade
Em Journey, o jogador assume o papel de uma figura encapuzada, vestida com um grande manto vermelho, no meio de um vasto e misterioso mundo desértico repleto de ruínas e templos abandonados. Após uma cena de introdução, são mostrados o personagem sentado na areia e uma grande montanha ao longe. O caminho para essa montanha, que é o objetivo do jogo, é dividido em seções nas quais o jogador viaja linearmente. É possível controlar a câmera com o botão analógico do controle de PlayStation 3 e a figura em meio aos cenários. Pode-se fazer o personagem pular com o apertar de um botão ou fazer com que ela emita um som musical, que se harmoniza com a música ao fundo, com volume e duração a depender da intensidade do pressionar. Tais opções de controle são apresentadas no começo do jogo. Em nenhum ponto do trajeto ou da narrativa, com a exceção dos créditos finais, são proferidas palavras ou mostrado qualquer texto.

A inovação no sistema cooperativo de jogo, que não fornece qualquer informação a respeito do parceiro, é uma das características mais marcantes de Journey. Na imagem, pode-se notar, além de dois jogadores, o brilho dos cachecóis carregados de energia e espécies de runas neles gravadas.

A figura encapuzada usa um cachecol. Esse elemento, que pode ser carregado ao aproximá-lo de pequenas peças voadoras de tecido, permite que o personagem voe brevemente. Voar descarrega o cachecol, que é gravado com runas brilhantes, responsáveis por indicar visualmente o status de energia. Tocar símbolos brilhantes especiais espalhados pelos cenários aumenta o tamanho do item de vestimenta, permitindo um voo maior. Longas tiras de tecido estão presentes em todos os estágios, normalmente duras e em cores cinzas, e podem ser "revividas", transformando-as em vermelho vibrante ao utilizar o mecanismo sonoro do personagem próximo a elas. Isso pode ter diferentes efeitos no mundo do jogo, como o lançamento de pequenas peças de tecido no ar, a formação de pontes, o "renascimento" de criaturas animadas feitas de tecido ou a levitação da figura encapuzada. Níveis avançados apresentam tais seres feitos de tecido, que podem ignorar ou ajudar o jogador. Com o passar dos estágios, também é possível encontrar criaturas rochosas, maiores e hostis, que podem arrancar pedaços do cachecol e limitar o poder do personagem.
Em cada nível, o jogador pode cruzar com um outro usuário conectado. Ao aproximar os dois personagens, é possível compartilhar energia e carregar seus cachecóis. Não há qualquer forma de comunicação além dos sons musicais emitidos pelas figuras controladas. É possível trabalhar cooperativamente com o parceiro de jogo, seja ativando as tiras de tecido, buscando segredos ou indicando caminhos, por exemplo. Porém, um jogador não pode impedir o progresso do outro, tampouco um necessita do outro para a conclusão dos níveis. Quando os dois terminam uma seção juntos, eles permanecem juntos na próxima; do contrário, podem encontrar outros ao seguirem em frente. Apesar de todas as figuras serem quase iguais fisicamente, jogadores individuais podem ser diferenciados pelos símbolos únicos presentes nas roupas de seus personagens ou que são mostrados enquanto "cantam". O jogo tem uma duração aproximada de duas a três horas.

## Narrativa
A história de Journey é contada, sem qualquer texto ou narração, por cutscenes ao longo das seções. O personagem, sobre o qual nada é revelado, inicia a jornada num ambiente isolado e abandonado. A uma longa distância, eleva-se uma grande montanha com uma fenda brilhante a dividir seu cume. Com o percorrer do trajeto e o aproximar da elevação, o personagem encontra construções e ruínas remanescentes de uma anteriormente próspera civilização, corroídas e engolidas por dunas ao longo do tempo. Dispersas em escombros ao fim de cada área, estão pedras rodeadas por espécies de santuários, próximas às quais o viajante medita. Ao fazê-lo, a figura tem visões acerca de encontros em uma sala circular com um semelhante seu, porém maior e vestido em manto branco, e são mostradas muralhas descrevendo figurativamente a ascensão e queda daquela civilização, a espelhar características do ambiente percorrido e acontecimentos da jornada do jogador.
O personagem continua a peregrinação entre restos de uma cidade fincada na base da montanha. Eventualmente, ao chegar em segurança no pé da elevação, o viajante começa a subi-la, sofrendo enquanto experiência um ambiente cada vez mais frio, hostil e escuro. Vendo seu destino ainda a uma grande distância, o personagem cai e desfalece na neve. Seis figuras de manto branco surgem e o concedem nova energia, permitindo-o alcançar o cume e caminhar pela fenda enquanto a tela é preenchida por branco, desvanecendo. O jogador é então levado aos créditos do jogo e presencia a cinemática final, que mostra uma estrela cadente surgindo do núcleo da montanha e atravessando o caminho percorrido pelo personagem ao longo das ruínas. É possível ter, ainda, vislumbres de outros jogadores em sua peregrinação. Eventualmente, a estrela vai descansar sobre a duna na qual a jornada começou, e é dada a opção ao usuário de iniciar novamente o jogo. Quando a passagem dos créditos termina, são possivelmente mostradas as IDs de PlayStation Network dos companheiros de viagem.

## Desenvolvimento
Journey foi a última de um contrato de feitura de três produções entre a Thatgamecompany e a Sony, seguindo flOw (2006) e Flower (2009). Seu desenvolvimento foi iniciado no mesmo ano de lançamento de Flower. A equipe responsável, composta por dezoito pessoas, era formada principalmente pelos criadores dos jogos anteriores da companhia, incluindo o co-fundador Jenova Chen como diretor criativo e Nick Clark como designer principal. Kellee Santiago, produtora dos dois títulos antecedentes, não retornou para a função, concentrando-se apenas em seu papel de presidente, e foi substituída por Robin Hunicke.
Quando o desenvolvimento começou, era esperado por parte da publicadora, Sony Computer Entertainment, que os trabalhos fossem concluídos em um ano. Entretanto, a Thatgamecompany sempre achou que o prazo seria estendido, já que acreditavam que completar um jogo dentro de um ano seria "pouco realista". O desenvolvimento durou mais que o esperado, pois a equipe teve dificuldades em moldar o grande número de ideias que tiveram para o jogo, além de lutar para manter uma comunicação eficiente com uma equipe expandida, que cresceu de sete para dezoito membros nos primeiros anos. Ao final do segundo ano, quando a extensão de prazo da Sony tinha terminado, o jogo falhava, em testes, em despertar as emoções pretendidas no jogador. Levando em conta os resultados insatisfatórios, a Sony concordou em permitir prorrogação de um ano, mas a equipe de desenvolvimento excedeu novamente o prazo.
O estresse do projeto criou a sensação de que não havia dinheiro nem tempo suficientes para completar tudo que queriam que fosse realizado, o que, por sua vez, originou várias discussões sobre o projeto de jogo. Os desenvolvedores acabaram reduzindo o tempo de hora extra para evitar esgotamento, mas isso significou mais atrasos e risco da companhia ficar sem dinheiro durante os estágios de finalização. Em discurso no D.I.C.E. Awards de 2013, Chen admitiu que a empresa foi considerada falida nos meses finais de desenvolvimento, e que alguns desenvolvedores não puderam ser pagos à época. Hunicke declarou que a solução encontrada para finalmente concluir a produção teria sido "aprender a abandonar as tensões e as ideias que não poderiam entrar no jogo" e ser "legal um com o outro". Toda criação de Journey acabou durando três anos.
A intenção de Journey era fazer o jogador se sentir "pequeno" e fornecer uma experiência que desenvolvesse no jogador uma admiração pelo ambiente. A ideia básica para o jogo, como concebida por Chen, era de criar um obra que emocionasse o jogador além da "típica mentalidade derrota/morte/vitória" que a maioria dos jogos eletrônicos incita. A equipe inicialmente criou um protótipo chamado Dragon, que envolvia em sua jogabilidade tentativas de se levar um grande monstro para longe do outro jogador, porém, ele foi descartado ao descobrirem que era mais fácil para os jogadores ignorar o outro em favor de seus próprios objetivos. Os desenvolvedores projetaram o jogo como um "jardim japonês", onde tentaram remover todos os elementos que não se encaixavam com o desenho original, para que, assim, as emoções que queriam provocar pudessem aflorar. Tendo como uma de suas principais características o minimalismo, Journey foi projetado para ser intuitivo. Dessa forma, o jogador pode desenvolver o fascínio pretendido sem instruções explícitas. O arco de história foi criado para seguir o monomito, ou jornada do herói, teoria narrativa concebida por Joseph Campbell, para engrandecer a conexão emocional dos jogadores enquanto progridem juntos.
O componente multijogador de Journey foi projetado para facilitar a cooperação entre os jogadores sem forçá-la, e sem permitir qualquer competição. Sua intenção era permitir que os jogadores sentissem conexões com outras pessoas, ao invés de falarem com elas ou lutassem com elas. O plano era "criar um jogo em que as pessoas se sentissem ligadas umas com as outras, para mostrá-las o lado positivo de sua humanidade". Os desenvolvedores pensaram que o foco na conexão entre jogadores seria diluído com muitos elementos de jogo, como missões e desafios, já que os jogadores se concentrariam neles e "ignorariam" o jogador companheiro. Eles também acharam que a existência de alguma comunicação entre os jogadores ou a opção de que seus nomes aparecessem iria permitir que seus preconceitos e percepções interferissem no relacionamento e na conexão emocional.
Journey foi lançado em 13 de março de 2012 para download na PlayStation Network. Uma versão para varejo, nomeada "Collector's Edition", foi anunciada em junho de 2012. Nessa edição, além do próprio jogo, o disco contém as produções flOw e Flower, comentários dos criadores, conjuntos de artes conceituais, as trilhas sonoras dos três jogos e três minijogos (Gravediggers, Duke War!! e Nostril Shot), além de extras para o PlayStation 3. A edição foi lançada em 28 de agosto de 2012. No mês seguinte, Sony e Thatgamecompany lançaram o livro The Art of Journey, escrito pelo diretor de arte Matt Nava, contendo detalhes de criação, artes conceituais, representações 3D com visualização por realidade aumentada, dentre outros conteúdos. Na publicação, é dito que o jogo se trata de uma "parábola interativa sobre a passagem da vida" com influências minimalistas.

## Música
A música de Journey foi composta por Austin Wintory, que anteriormente já havia feito parceria com a Thatgamecompany na produção musical de Flow. Wintory trabalhou bem próximo do engenheiro sonoro Steve Johnson e da equipe de desenvolvimento para que a música se amarrasse dinamicamente às ações e aos efeitos sonoros do personagem e do jogo, como se tudo estivesse se "desenrolando em tempo real". O compositor acreditava que ter pequenas peças tocadas repetidamente sem reagir a movimentos e decisões seria uma "oportunidade perdida". Assim, Wintory pensou em criar uma trilha mutável e dinâmica, que sustentasse o arco emocional. Chen teve um encontro com Wintory no início do processo de desenvolvimento para descrever sua visão do jogo. No mesmo dia, após a reunião, o músico compôs e gravou o tema principal em violoncelo. Wintory continuou a trabalhar na trilha sonora durante os três anos seguintes, experimentando e descartando "um monte" de ideias.
Diferentemente de muitos trabalhos do gênero, onde diferentes canções constituem diferentes temas para cada personagem ou área, Wintory escolheu basear todas as suas peças em um único tema, que representaria o jogador e sua jornada, com solos de violoncelo em especial a representar o jogador. Wintory descreveu a trilha como "um grande concerto de violoncelo onde você é o solista e todos os outros instrumentos representam o mundo ao seu redor", apesar dele não classificar sua trilha como "orquestral", já que há "um grande aspecto eletrônico". Os violoncelos iniciam o jogo como se estivessem "imersos em um mar de sons eletrônicos", antes de emergirem sozinhos, então misturando-se à orquestra completa, espelhando a própria jornada do jogador em direção à montanha. Embora o estilo artístico visual do jogo sofra grande influência de diferente culturas, Wintory tentou remover quaisquer influências culturais evidentes em sua música no intuito de torná-a "tão universal e 'culturalmente independente' quanto possível". Tina Guo, uma violoncelista e tocadora de erhu de Xangai, foi uma das principais solistas da trilha sonora. Amiga pessoal de Wintory, Guo fez colaborações com o autor, como a em que tocou "Woven Variations" com ele, uma variação orquestral de oito minutos da trilha de Journey. Todos os instrumentos não-eletrônicos da produção foram gravados com uma orquestra.
Um álbum contendo a trilha sonora foi lançado em 10 de abril de 2012 na PlayStation Network. O disco é uma coleção das peças "mais importantes" da trilha, arranjadas por Wintory para "funcionarem" sozinhas, sem o contexto das ações do jogo. O trabalho é composto por 18 faixas e pouco mais de 58 minutos de duração total. A última peça, "I Was Born for This", é cantada por Lisbeth Scott, conhecida por seus trabalhos em produções como As Crônicas de Nárnia e filmes da Disney. Depois de seu lançamento, o álbum angariou posição entre os dez mais vendidos da iTunes Store em mais de vinte países. Ele também alcançou a 116ª posição da Billboard 200, com mais de quatro mil cópias vendidas em sua primeira semana, o segundo melhor desempenho para um disco de trilha sonora de um jogo eletrônico na história. O trabalho foi lançado como LP físico pelo selo Sumthing Else Music Works em 9 de outubro de 2012. Em 2012, Wintory disponibilizou uma versão para download do trabalho no Bandcamp, intitulado Journey Bonus Bundle, que incluía versões alternativas das peças de Journey e flOw. A trilha sonora oficial foi lançada no mesmo website em 19 de junho de 2013. Um álbum de arranjos de piano intitulado Transfiguration foi revelado em 1º de maio de 2014 no Bandcamp nos formatos digital e físico. Uma versão em vinil duplo do trabalho original possui lançamento previsto para 2015.
| Lista de faixas de Journey |                       |         |  |
| N.º                        | Título                | Duração |  |
| 1.                         | "Nascence"            | 1:47    |  |
| 2.                         | "The Call"            | 3:39    |  |
| 3.                         | "First Confluence"    | 1:40    |  |
| 4.                         | "Second Confluence"   | 2:20    |  |
| 5.                         | "Threshold"           | 6:05    |  |
| 6.                         | "Third Confluence"    | 1:40    |  |
| 7.                         | "The Road of Trials"  | 4:16    |  |
| 8.                         | "Fourth Confluence"   | 1:07    |  |
| 9.                         | "Temptations"         | 4:13    |  |
| 10.                        | "Descent"             | 2:40    |  |
| 11.                        | "Fifth Confluence"    | 1:23    |  |
| 12.                        | "Atonement"           | 6:11    |  |
| 13.                        | "Final Confluence"    | 2:06    |  |
| 14.                        | "The Crossing"        | 1:58    |  |
| 15.                        | "Reclamation"         | 2:16    |  |
| 16.                        | "Nadir"               | 3:37    |  |
| 17.                        | "Apotheosis"          | 7:07    |  |
| 18.                        | "I Was Born for This" | 4:41    |  |
| Duração total:             | Duração total:        | 58:34   |  |

## Recepção
Journey foi um sucesso mundial de vendas e de crítica. Após ser lançado, tornou-se o jogo mais vendido da história da PlayStation Store tanto na América do Norte quanto na Europa. Na Electronic Entertainment Expo de 2011, venceu os prêmios de "Melhor Jogo para Download" da 1UP.com, GameSpy e GameTrailers. Após sua publicação, ganhou em oito categorias na décima sexta edição do D.I.C.E. Award da Academy of Interactive Arts & Sciences, incluindo "Jogo do Ano", "Notável Inovação em Jogo", "Jogo Casual do Ano", "Notável Realização em Direção de Jogo", "Notável Realização em Direção de Arte", "Notável Realização em Jogabilidade Online", "Notável Realização em Composição Musical Original", e "Notável Realização em Design de Som", sendo, ainda, nomeado às categorias de "Jogo do Ano para Download", "Notável Realização em Engenharia de Gameplay", e  "Notável Realização em Narrativa". Dentre outras honrarias de veículos especializados conquistadas, estiveram as de "melhor jogo do ano" da IGN, da GameSpot. O compositor Austin Wintory e sua trilha sonora foram indicados ao Grammy Award de "Melhor Trilha Sonora para uma Mídia Visual", o primeiro jogo eletrônico a ser indicado à categoria, embora não tenha ganhado. Além disso, a produção venceu o prêmio de "melhor música" e foi indicado ao de "melhores gráficos" pela IGN e foi selecionada como o melhor jogo da PlayStation Network pela GameSpot. No Spike Video Game Awards de 2012, Journey venceu nas categorias de "melhor jogo para PlayStation 3", "melhor jogo independente" e "melhor trilha sonora original", recebendo indicações, ainda, em "jogo do ano", "melhor jogo para download", "melhores gráficos" e "melhor canção", por "I Was Born for This". A produção recebeu o Annie Award de 2013 pela sua animação gráfica. Também saiu vitorioso em cinco categorias da edição de 2013 do British Academy of Film and Television Arts (BAFTA): "Realização Artística", "Realização de Áudio", "Design de Jogo", "Multijogador Online" e "Música Original", tendo sido nomeado em "Melhor Jogo", "Inovação em Jogo", e "Narrativa". Em março de 2013, recebeu seis prêmios no Game Developers Choice Awards: "Melhor Áudio", "Melhor Design de Jogo", "Melhor Arte Visual", "Melhor Jogo para Download", "Inovação" e "Jogo do Ano".
Journey foi aclamado pela crítica especializada, que elogiou seu visual, áudio, direção de arte e a resposta emocional criada ao se jogar junto com um estranho. Ryan Clements, da IGN, descreveu o jogo como "o mais bonito de sua época", declarando que "cada momento é como uma pintura, habilmente emoldurada e iluminada". Jane Douglas, da GameSpot, concordou, classificando-o como "implacavelmente belo" e elogiando a "diversidade visual" do mundo ambientado e a representação em efeitos de dunas e areia ondulante, a qual Matt Miller, da Game Informer, elogia por sua apurada animação, citando com louvor, ainda, as criaturas apresentadas pela produção. O editor resumiu Journey como "visualmente encantador". A música também foi muito elogiada, sendo descrita por Miller como uma "trilha musical de tirar o fôlego" e por Douglas como "tocante [e] dinâmica".

Dadas as suas características únicas, críticos especializados têm questionado se Journey não seria, em vez de jogo eletrônico, uma peça de arte interativa. São destacadas nesse sentido a capacidade da obra de contar uma história e incitar interpretações únicas sem usar qualquer palavra, sua ludicidade, beleza e a falta de elementos característicos dos jogos, como suscetibilidade a falhas, danos, mortes, tempos limite, dificuldades, metas, competição e levels. Na imagem, um dos cenários de transição a cutscene.

Os críticos apreciaram a experiência emocional proporcionada, especialmente a partir do estímulo à cooperatividade. Christian Donlan, da Eurogamer, descreveu a produção como uma "experiência religiosa não confessional" que, junto de outro jogador, emociona além de qualquer metáfora e se torna uma "peregrinação" para o jogador. Um resenhista da revista Edge escreveu que o arco emocional de Journey atinge com um "poder casualmente surpreendente", enquanto que Patrick Shaw, da Wired, declarou que o jogo o fez sentir "uma ampla gama de emoções ... admiração, medo, e até tristeza". Miller afirmou que, nas três vezes em que ele o jogou, "cada vez, sem falhar, momentos individuais conseguiram me dar arrepios, e esses momentos permaneceram na minha mente por semanas". Donlan reconheceu a adição de um segundo jogador sem identidade como um "movimento verdadeiramente brilhante" e um "toque de gênio", e a Edge manifestou que esse elemento resulta na criação de "uma experiência mais absorvente, mais atmosférica".
As poucas críticas negativas que o jogo teve centraram-se em sua duração e ritmo. Clements declarou que nem todos os jogadores apreciariam um jogo com um "deliberado ritmo melancólico" e de curta duração, comentários esses ecoados pela crítica da Edge. Miller notou a falta de uma "experiência complexa de jogabilidade" em Journey, e Shaw ponderou ser "uma pena" que o jogo tenha apenas algumas horas de duração, embora Douglas tenha afirmado que a duração de Journey era "precisamente correta". Miller concluiu que o jogo poderia ser comparado com "um concerto musical, um filme bem dirigido ou um livro muito aguardado", enquanto que Clements arrematou: "completar Journey criará memórias que durarão por anos".